# Honoré Jacquinot
Honoré Jacquinot (1815 - 1887) va ser un cirurgià, naturalista i zoòleg francès.
Jacquinot era el germà petit de l'oficial de marina Charles Hector Jacquinot; i navega al seu costat com a naturalista a bord de la Zélée, nau participant de l'expedició on s'investigà el perímetre de l'Antàrtida de Dumont d'Urville (a l'Astrolabe) de 1837 a 1840.

Va classificar i va nomenar habitualment en societat amb Jacques Bernard Hombron, i mentre estaven en ruta a l'Antàrtida, i ancorats prop de la costa de Nova Zelanda, descriu i il·lustra 15 espècies de mol·luscs d'aquestes aigües, més diverses espècies de peixos i de crustacis.

## Algunes publicacions

### Llibres
- jacques Bernard Hombron, Honoré Jacquinot, Jules-Sébastien-César Dumont D'Urville. 1846. Voyage au Pole Sud et dans l'Océanie sur les corvettes l'Astrolabe et la Zélée: exécuté par ordre du roi pendant les années 1837, 1838, 1839, 1840, sous le commandement de M. J. Dumont d'Urville, Capitaine de vaisseau. Considérations générales sur l'anthropologie suivies d'observations sur les races humaines de l'amérique méridionale et de l'océanie. Volumen 1. Editor Gide, 384 pp. en línea[Enllaç no actiu]

- louis François Emmanuel Rousseau, Jacques Bernard Hombron, Honoré Jacquinot. 1854. Voyage au Pôle Sud et dans l'Océanie sur les corvettes l'Astrolabe et La Zélée, exécuté par ordre du Roi pendant les années 1837, 1838, 1839, 1840: Zoologie. Volum 5. Editor Gide & Baudry, 132 pp.

## Honors

### Epònims
- (Epacridaceae) Jacquinotia Homb. & Jacquinot exDecne.[3]

## Abreviatura
L'abreviatura Jacquinot es fa servir per indicar  Honoré Jacquinot com autoritat en la descripció i taxonomia dins la zoologia.